# Mirosław Biernacki
Mirosław Biernacki ps. „Generał” (ur. 24 czerwca 1928, zm. 30 sierpnia 1944 w Warszawie) – kapral, powstaniec warszawski.

## Życiorys
Podczas okupacji niemieckiej 1939–1944 należał do Szarych Szeregów i Wawra. Podczas powstania warszawskiego walczył w szeregach Zgrupowania „Chrobry II” w 3. kompanii por. „Zdunina”. Był dowódcą placówki u zbiegu ul. Siennej i Towarowej, która do końca powstania była broniona przez polskie oddziały. Mirosław Biernacki został dwukrotnie odznaczony Krzyżem Walecznych (drugi raz pośmiertnie 31 sierpnia 1944).
Jest patronem Szkoły Podstawowej nr 26 przy ul. Miedzianej 8 w Warszawie. Pochowany na cmentarzu Wojskowym na Powązkach w Warszawie (kwatera 27A-5-1).